# Гидрокарбонат тринатрия
Гидрокарбона́т трина́трия (сесквикарбона́т на́трия, карбонат-гидрокарбонат натрия) — неорганическое соединение,
кислая соль натрия и угольной кислоты
с формулой Na3H(CO3)2,
бесцветные игольчатые кристаллы,
растворяется в воде,
образует кристаллогидраты. Может рассматриваться как соединение карбоната и гидрокарбоната натрия: Na2(CO3)·NaH(CO3).

## Получение
- В природе встречается минерал трона — Na3H(CO3)2·2H2O с примесями [1].

## Физические свойства
Гидрокарбонат тринатрия образует бесцветные кристаллы.
Растворяется в воде.
Образует кристаллогидрат состава Na3H(CO3)2·2H2O.

## Применение
Используется как пищевая добавка Е500, а также в чистящих средствах как замена буры (тетрабората натрия) ввиду её вероятной токсичности.